# Zombor–Óbecse-vasútvonal
Az egykori Zombor–Óbecse-vasútvonal nyugat-keleti irányban szelte át Bácska déli részét.

## Története
A helyiérdekű vasútvonalat a Zombor–Óbecsei HÉV társaság építette. A MÁV zombori állomásától kiinduló vonal Kúlán a Bácsfeketehegy–Palánka-vasútvonalat, Verbászon a MÁV Budapest–Zimony-vasútvonalat keresztezte, végpontja a Bácsbodrog vármegyei HÉV társaság óbecsei állomásán volt.
A két részletben épülő vasútvonal első, Zombor–Turja közötti 69,8 km hosszú szakaszát 1906. december 21-én nyitották meg. 
A második, 18,4 km hosszú Turja és Óbecse közötti szakaszt 1907. július 9-én adták át a forgalomnak.
A termékeny vidéken áthaladó vasútvonal hatékony segítséget nyújtott a mezőgazdasági termékek szállításában, amit addig csak a Ferenc-csatornán tudtak megoldani.
A végig síkvidéken épült vonalon az alépítmény kialakításához kevés földmunkát végeztek. A vasút két legnagyobb hídja a Ferenc-csatornán épült, mindkettő 30 m hosszú vasszerkezetű híd volt. A felépítményt 23,6 kg/fm tömegű, „i” jelű sínekből építették. A pályára 10 tonna tengelyterhelést engedélyeztek.

## Napjainkban
Az egykori vasútvonal ma a Szerb Államvasutak 25-ös számú vasútvonala.
A Zombor és Verbász közötti szakaszon van személyforgalom, Verbász és Óbecse között a pálya üzemen kívüli, járhatatlan. Utóbbi a szakaszon megmaradt az építéskori "i" vágányzat, nagyrészt eredeti állapotában.

## Galéria

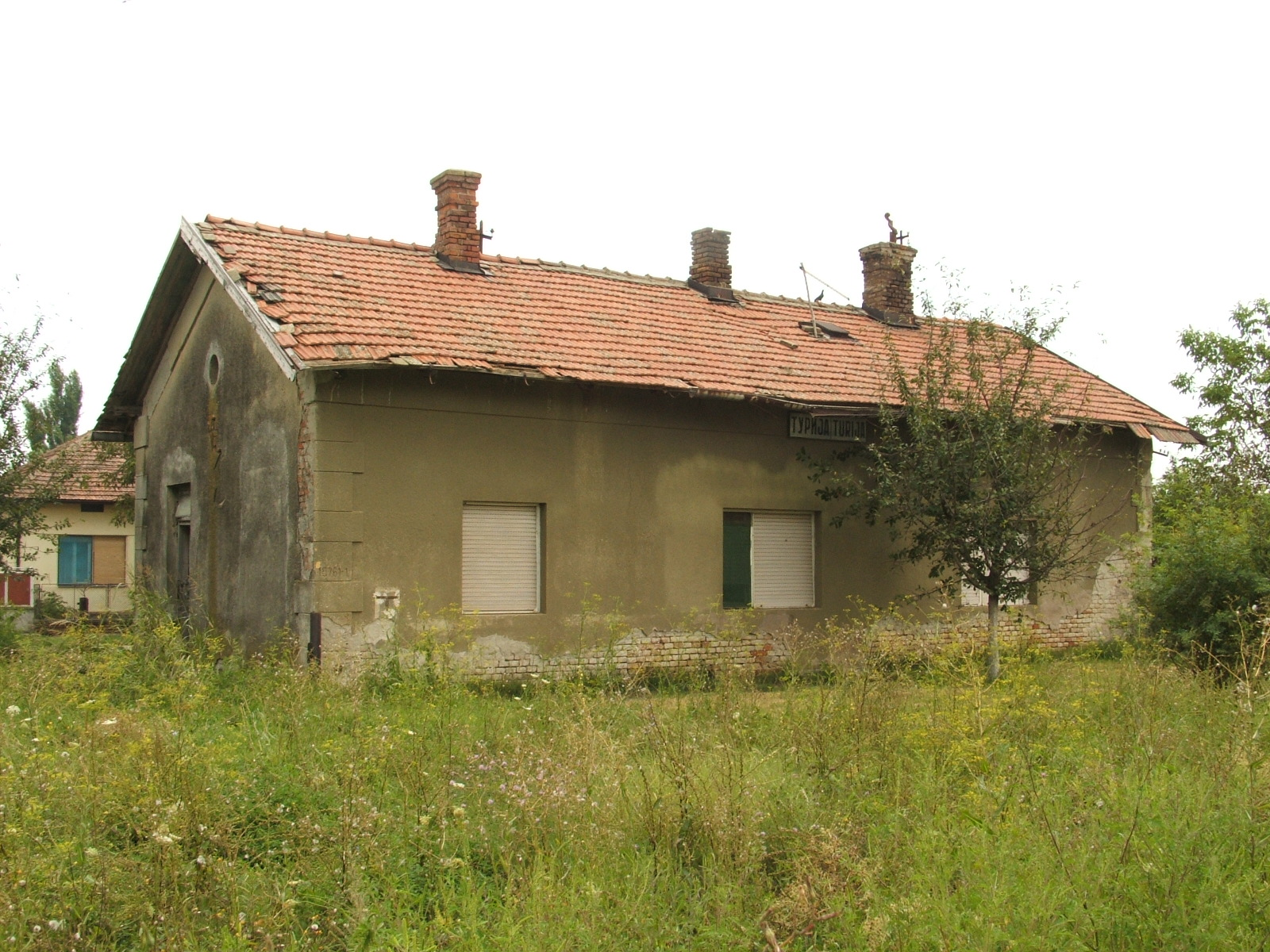
Turja állomás felvételi épülete a vágányok felől nézve
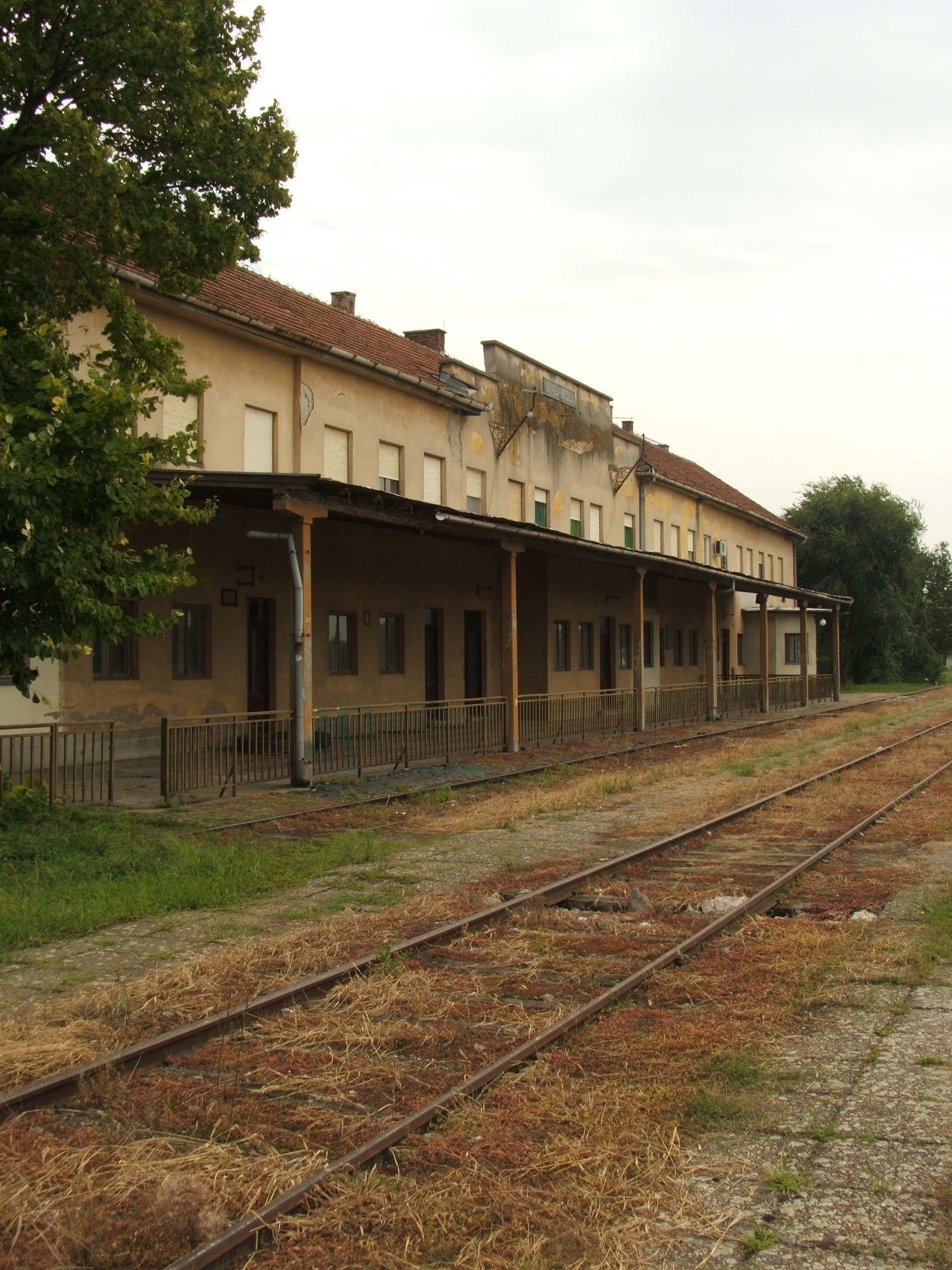
Óbecse állomás
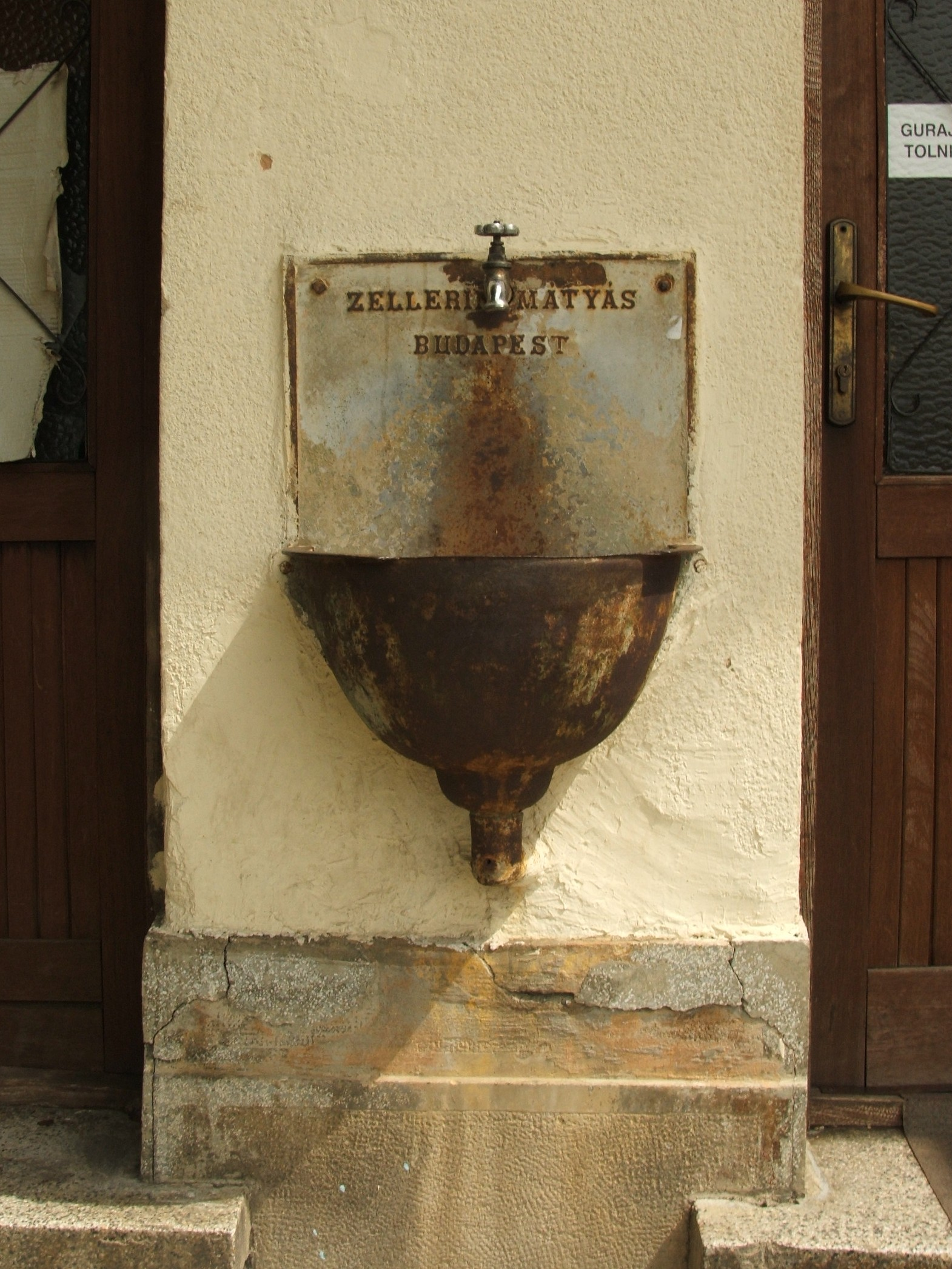
Zellerin Mátyás által gyártott korabeli ivókút Óbecse állomáson
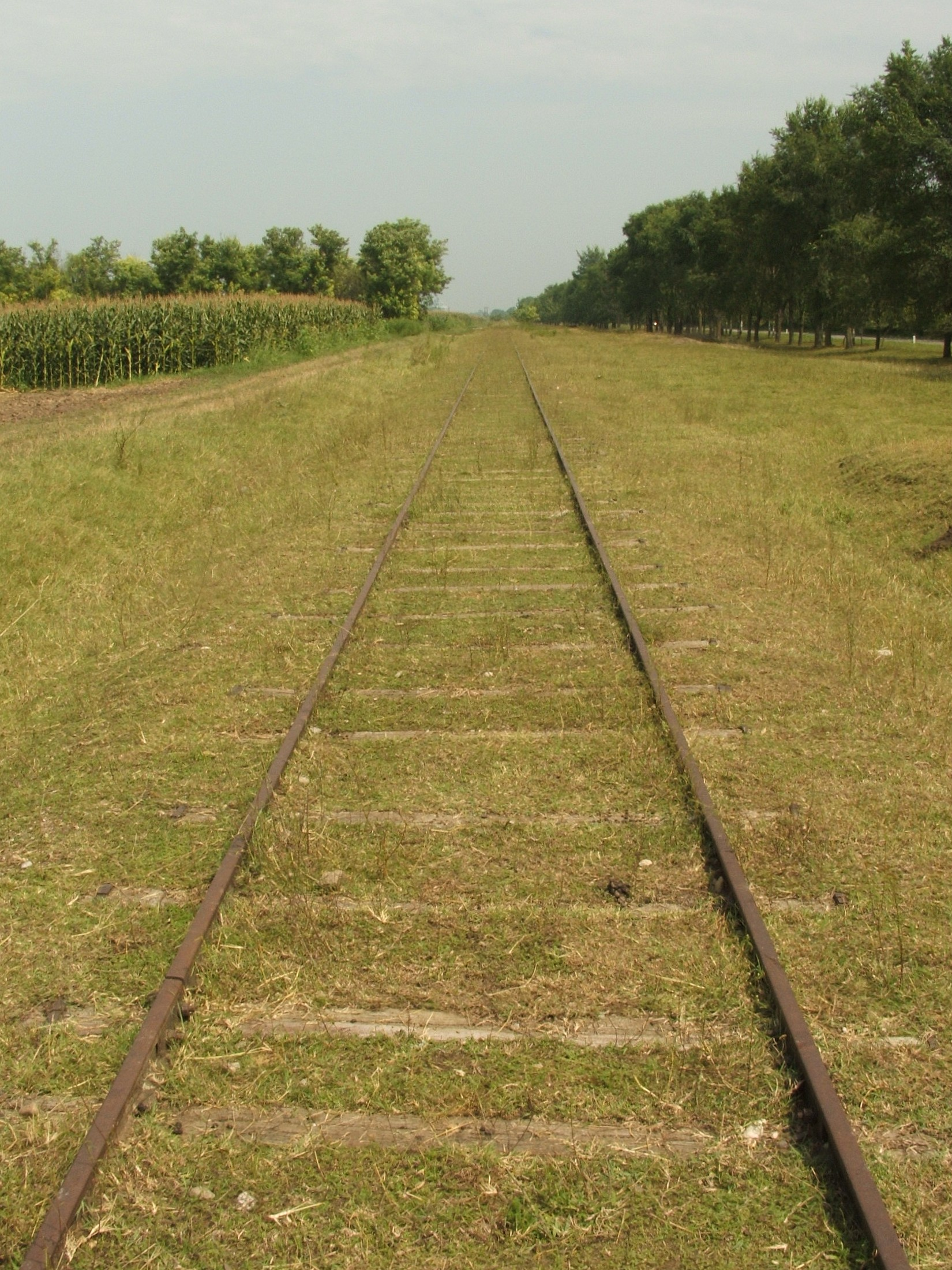
Eredeti, építés korabeli állapotban megmaradt vágány Óbecse közelében
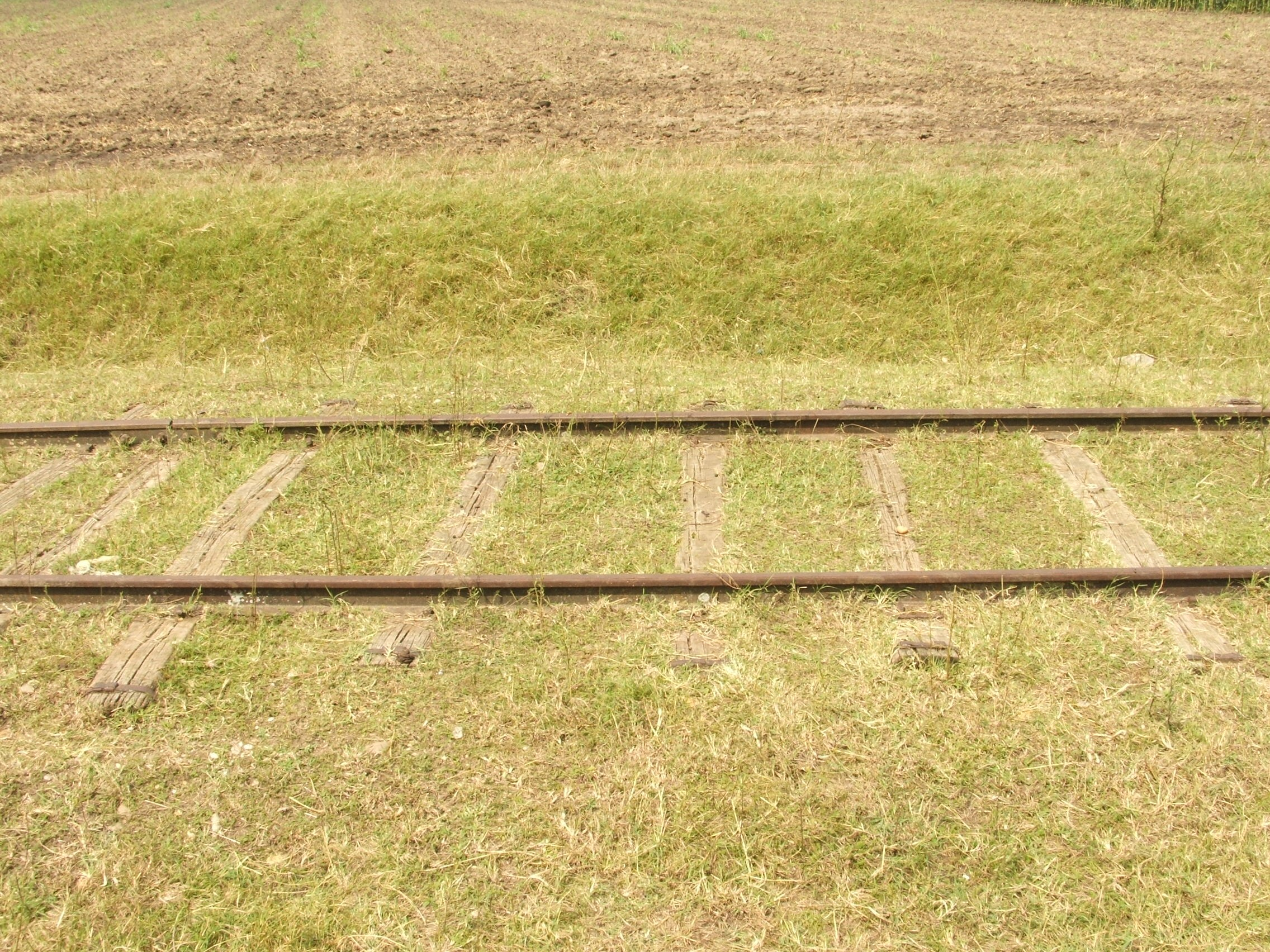
A síneket sínszegek erősítik talpfákra
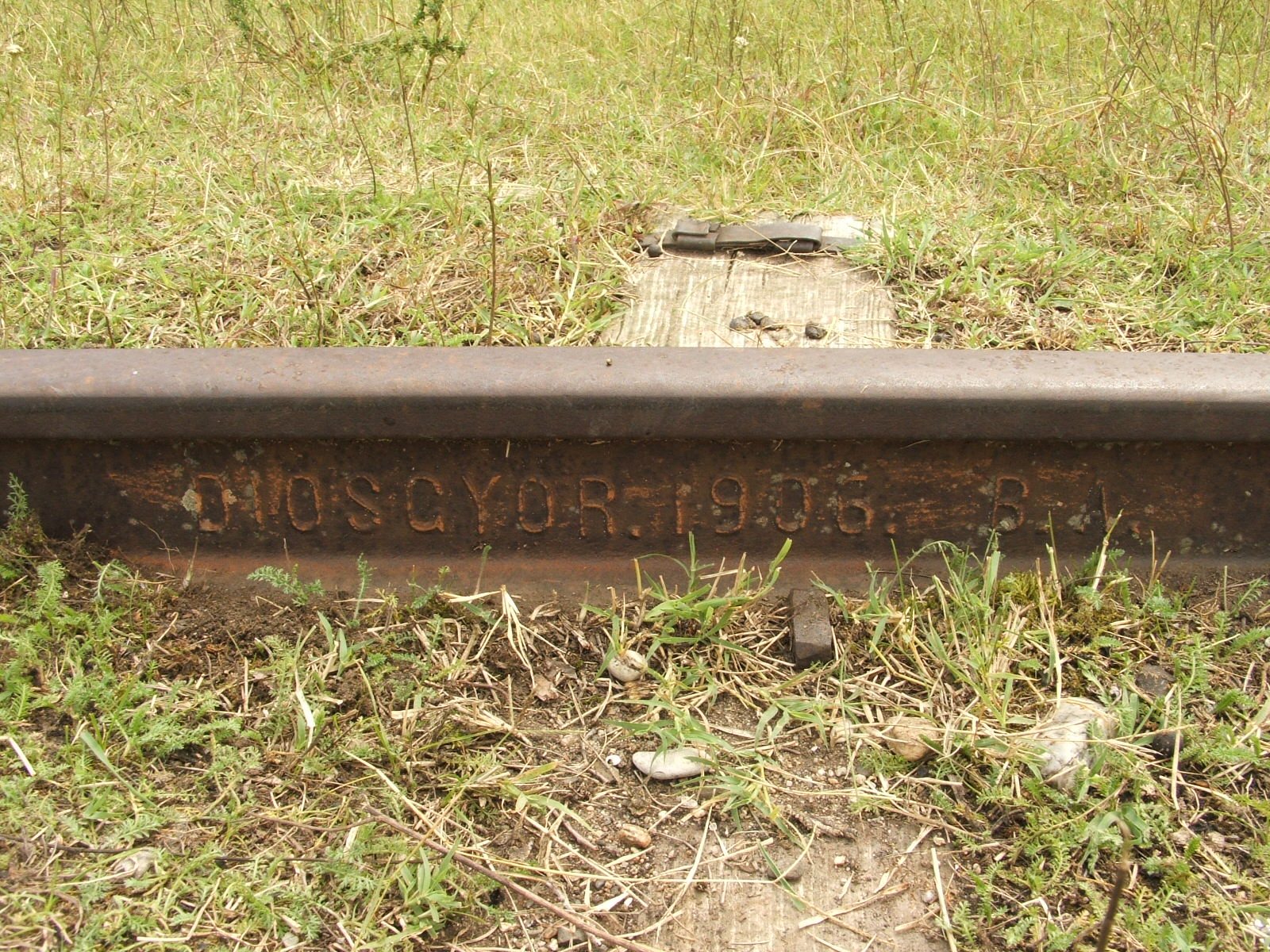
A vonal egyik eredeti sínszála